# Allen Johnson

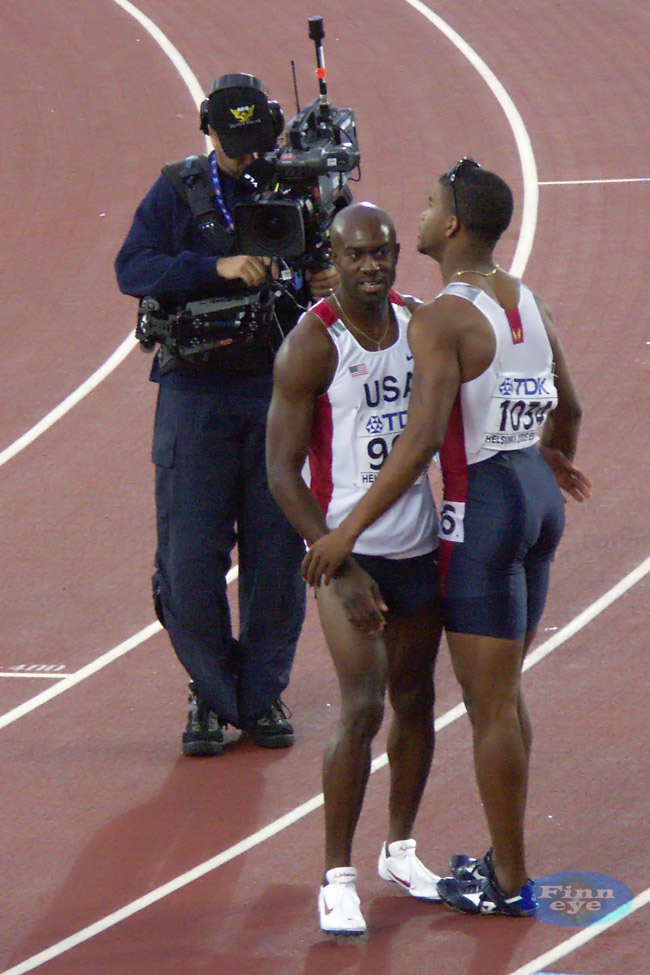
Allen Johnson, junto a Terrence Trammell.

Allen Johnson - n. el 1 de marzo de 1971 en Washington D. C. Atleta estadounidense especialista en los 110 metros vallas (y 60 metros vallas en indoor). Ha sido cuatro veces campeón del mundo de los 110 metros vallas, y ganó la medalla de oro en los Juegos Olímpicos de Atlanta 1996, es considerado como uno de los mejores vallistas de todos los tiempos.

## Inicios
Estudió en la Universidad de Carolina del Norte. En su época universitaria era un atleta muy completo, y destacaba no solo en vallas, sino también en salto de altura, salto de longitud y decatlón.
Se dio a conocer internacionalmente en 1994 cuando fue 2.º en los 110 m vallas de la Copa del Mundo de Londres, y acabó 8º en el ranking de la temporada con 13,25
Pero fue en 1995 cuando se convirtió en una gran estrella, al ganar el oro en los Campeonatos del Mundo de Gotemburgo, Suecia, el primero de sus cuatro campeonatos del mundo. Además ese año bajó por primera vez de los 13 segundos, con 12,98 en la ciudad alemana de Colonia.

## Campeón olímpico
En las pruebas de clasificación (trials) para los Juegos Olímpicos de Atlanta 1996, celebradas precisamente en Atlanta semanas antes de los Juegos, logró una marca de 12,92 a una solo centésima del récord mundial que poseía Colin Jackson. Esta sería la mejor marca de su vida, y es el  séptimo mejor tiempo de la historia de Estados Unidos, además de la 10.ª mejor marca de la historia mundial empatada con Roger Kingdom. Repetiría esta misma marca justo 2 meses después en Bruselas, Bélgica (23 de agosto de 1996).
Ya en los Juegos Olímpicos, donde partía como indiscutible favorito, no tuvo problemas para imponerse con 12,95 por delante de su compatriota Mark Crear (13,09) y del alemán Florian Schwarthoff (13,17) Esta fue la victoria más importante de su carrera deportiva.
Continuó su dominio en los 110 m vallas durante 1997 y 1998. En los Mundiales de Atenas 1997 obtuvo su segundo título mundial.
Sin embargo los problemas llegaron en 1999, cuando estuvo lesionado gran parte de la temporada. Solo pudo ser 2.º en los Campeonatos de Estados Unidos, y en los mundiales de Sevilla no se presentó a las semifinales para las que estaba clasificado debido a una lesión.
Al año siguiente se recuperó totalmente y en los trials de Sacramento volvió a bajar de los 13 segundos, haciendo 12,97 Era el gran favorito para revalidar su título olímpico en los Juegos Olímpicos de Sídney 2000. Sin embargo falló en la final olímpica donde solo pudo ser 4º con una discreta marca de 13,23 en una prueba ganada por el cubano Anier García. Una lesión en la corva que se hizo poco antes de los Juegos compitiendo en Japón, afectó a su rendimiento y probablemente le impidió ganar.
En 2001 volvió a demostrar que seguía siendo el mejor vallista del mundo, ganando en Edmonton, Canadá, su tercer título mundial justo por delante del campeón olímpico Anier García. Además lideró otra vez  el ranking mundial del año con 13,04
Su cuarto título mundial llegó en los Mundiales de París en 2003 con 13,12

## Últimos años
En los Juegos Olímpicos de Atenas 2004 de nuevo la mala suerte jugó en su contra. Una caída en las eliminatorias le dejaron fuera de competición a las primeras de cambio.
En los mundiales de Helsinki 2005 intentó conseguir, a sus 34 años, su quinto título y convertirse así en el atleta con más victorias en pruebas de pista en la historia de los mundiales. Sin embargo se encontró con dos rivales muy fuertes y mucho más jóvenes, el francés Ladji Doucouré  y el chino campeón olímpico en Atenas Liu Xiang, que relegaron a Johnson a la medalla de bronce.
Además de sus éxitos internacionales, Allen Johnson ha sido siete veces campeón de Estados Unidos en los 110 m vallas (1996, '97, '00, '01, '02, '03 y '05) y cuatro veces campeón de los 60 m vallas indoor (1995, '02, '03 y '04) 
En 1997 le fue concedido el Jesse Owens Award, un prestigioso premio que se concede al mejor atleta del año en Estados Unidos.
Está considerado como el mejor vallista estadounidense de la historia.

## Resultados
- Mundiales indoor de Barcelona 1995 - 1º en 60 m vallas (7,39)
- Mundiales de Gotemburgo 1995 - 1º en 110 m vallas (13,00)
- Juegos Olímpicos de Atlanta 1996 - 1º en 110 m vallas (12,95)
- Mundiales de Atenas 1997 - 1º en 110 m vallas (12,93)
- Juegos Olímpicos de Sídney 2000 - 4º en 110 m vallas (13,23)
- Mundiales de Edmonton 2001 - 1º en 110 m vallas (13,04)
- Mundiales indoor de Birmingham 2003 - 1º en 60 m vallas (7,47)
- Mundiales de París 2003 - 1º en 110 m vallas (13,12)
- Mundiales indoor de Budapest 2004 - 1º en 60 m vallas (7,36)
- Mundiales de Helsinki 2005 - 3º en 110 m vallas. (13,10)
- Mundiales indoor de Valencia 2008 - 2º en 60 m vallas (7,55)

## Mejores marcas
- 110 metros vallas - 12,92 (Bruselas, 1996)
- 60 metros vallas (indoor) - 7,36 (Budapest, 2004)